# Don Hood
Donald Floyd „Don“ Hood (* 25. November 1940 in Marks, Mississippi, Vereinigte Staaten; † 21. März 2003 in Baton Rouge, Louisiana, Vereinigte Staaten) war ein US-amerikanischer Schauspieler.

## Karriere
Don Hood begann seine Schauspielkarriere 1975 in Dead Man on the Run. Er wurde bekannt durch Filme wie Die Sensationsreporterin (1981), Der Spielgefährte (1982) und Das Urteil – Jeder ist käuflich (2003). Er spielte auch in Fernsehserien. Sein Schaffen umfasst annähernd 70 Film- und Fernseh-Produktionen.
Er war mit Martha Seitzle verheiratet und starb am 21. März 2003 an Herzversagen. Hood wurde in seinem Geburtsort Marks im Quitman County (Mississippi) beigesetzt.

## Filmografie (Auswahl)
- 1975: Dead Man on the Run (Fernsehfilm)
- 1976: Mörderbienen greifen an (Savage Bees; Fernsehfilm)
- 1978: Murder at the Mardi Gras (Fernsehfilm)
- 1978: Sparrow (Fernsehfilm)
- 1981: Die Sensationsreporterin (Absence of Malice)
- 1982: Der Spielgefährte (The Toy)
- 1984: The Sheriff and the Astronaut
- 1984; Menschen am Fluß (The River)
- 1985: Hunter (Fernsehserie, Folge 2x13: War Zone)
- 1985: Blackout – Bestie in Schwarz (Blackout; Fernsehfilm)
- 1986: Der Morgen danach (The Morning After)
- 1990: Fear (Fernsehfilm)
- 1990: Blinder Haß (Blind Vengeance; Fernsehfilm)
- 1991: Der Drogen Cop (Doublecrossed; Fernsehfilm)
- 1992: Wild Card (Fernsehfilm)
- 1994: Bad Girls
- 1994: Sie kannte ihren Killer (Someone she knows; Fernsehfilm)
- 1998: Mr. Murder – Er wird dich finden …. (Mr. Murder; Fernsehfilm)
- 1999: Lush
- 2001: Malpractice
- 2003: Das Urteil – Jeder ist käuflich (Runaway Jury)